# Aliza Kezeradze
Aliza Kezeradze, auch Alisa Keseradse, georgisch ალისა კეჟერაძე (geboren am 11. Dezember 1937 in Tiflis, Republik Georgien; gestorben am 18. Februar 1996 in London, Großbritannien), war eine georgische Pianistin, die als Lehrerin von Ivo Pogorelich bekannt geworden ist.
Ihren ersten Klavierunterricht erhielt Kezeradze bei der Pianistin Lucya Kezheradze. Sie studierte an der zentralen Musikschule für begabte Kinder in Tiflis bei Nina Pleshcheyeva, einer Schülerin von Alexander Siloti, und anschließend am staatlichen Konservatorium in Tiflis bei Emil Gurevich. Anfang der 1970er Jahre heiratete sie den Bauingenieur George Teslenko, mit dem sie einen Sohn hatte, und zog nach Moskau, wo sie an der Staatlichen Pädagogischen Universität Klavier unterrichtete.
1976 lernte sie Ivo Pogorelich kennen und begann ihn zu unterrichten. 1980 heirateten sie und Pogorelich. Pogorelich hatte ihr als Achtzehnjähriger bereits kurz nach dem Beginn des Unterrichts einen Heiratsantrag gemacht, den sie aber ablehnte. Pogorelich beschrieb die Begegnung mit Kezeradze als „Wendepunkt“ in seinem Leben, da er sich damals in einer künstlerischen „Sackgasse“ befunden, aber durch sie neue Einblicke in die Ausdrucksmöglichkeiten des Klavierspiels bekommen habe. Seine „Auffassung und seine Herangehensweise an das Klavier“ sei durch ihren Einfluss „komplett“ verändert worden. Er hält Kezeradze, mit der er bis zu ihrem Tod 1996 verheiratet war, für maßgeblich für seine künstlerische „Weiterentwicklung und seinen beruflichen Erfolg“ verantwortlich.
Alisa Kezheradze starb am 18. Februar 1996 an Leberkrebs.